# Ramphotyphlops batillus
Ramphotyphlops batillus este o specie de șerpi din genul Ramphotyphlops, familia Typhlopidae, descrisă de Waite 1894. Conform Catalogue of Life specia Ramphotyphlops batillus nu are subspecii cunoscute.